# Gorilla Zoe
Gorilla Zoe [zəʊ] (* 29. November 1980 in Atlanta, Georgia; richtiger Name Alonzo Keith Mathis) ist ein US-amerikanischer Rapper.

## Leben und Karriere
Alonzo Mathis, wie Gorilla Zoe richtig heißt, ging mit 16 von der Schule und versuchte es erst einmal in Kentucky mit Gelegenheitsjobs, bevor er eine Festanstellung im Plattengeschäft The Funk Shop in Atlanta bekam. Von seinen Ersparnissen kaufte er Ausrüstung für ein Aufnahmestudio und produzierte seine erste eigene CD.
Durch die CD und sein Studio knüpfte er die Kontakte, die ihm 2007 zu einem Plattenvertrag verhalfen. Sofort machte er auf sich aufmerksam, als er bei Yung Joc auf dessen Album Hustlenomics mitwirkte. Beide Songs, an denen er beteiligt ist, wurden als Single ausgekoppelt und schafften es in die R&B-Charts, Coffee Shop kam auch in die offiziellen Charts.
Kurz darauf erschien bereits die Debütsingle von Gorilla Zoe, Hood Nigga, die auf Anhieb ein Erfolg wurde. Auch das im Herbst 2007 erschienene Debütalbum Welcom to the Zoo führte sich gleich ordentlich ein und kam auf Platz 3 der US-Rapcharts.
Nicht einmal ein halbes Jahr später schob er bereits sein zweites Album nach, das es in den Rapcharts bis an die Spitze brachte und in die Top 10 der offiziellen Verkaufscharts vorstieß.
Darüber hinaus ist Gorilla Zoe Mitglied der vierköpfigen Gangsta-Rap-Gruppe Boyz n da Hood, bei der er 2007 als Ersatz für Young Jeezy aufgenommen wurde.

## Diskografie
Alben
- Welcome to the Zoo (2007)
- Don't Feed da Animals (2009)
- King Kong (2011)

Singles
- Coffee Shop (Yung Joc featuring Gorilla Zoe, 2007)
- Bottle Poppin' (Yung Joc featuring Gorilla Zoe, 2007)
- Hood Nigga (2007)
- Portrait of Love (Cheri Dennis featuring Yung Joc & Gorilla Zoe, 2007)
- Juice Box (featuring Yung Joc, 2008)
- Lost (2008)
- What It Is (featuring Rick Ross & Kollosus, 2009)
- Echo (2009)
- Helluvalife (featuring Gucci Mane & OJ Da Juiceman, 2009)
- Take It No Mo (featuring Hustle Boy, 2009)
- Twisted (featuring Lil Jon, 2011)